# Helga Stroh
Helga Stroh (* 4. März 1938 in Frankfurt am Main) ist eine ehemalige deutsche Fechterin, Olympiateilnehmerin und Bronzemedaillengewinnerin der Weltmeisterschaften 1957. Sie focht für den Fecht-Club Hermannia Frankfurt.

## Erfolge
Mit der Damenflorettmannschaft (zusammen mit Helmi Höhle, Ilse Keydel, Else Ommerborn und Heidi Schmid) belegte Stroh 1957 den dritten Platz bei den Weltmeisterschaften in Paris. Bei den Olympischen Spielen 1960 in Rom war Stroh wiederum Mitglied der Florettmannschaft, die hinter der Sowjetunion, Ungarn und Italien vierte wurde. Ihr Heimatverein, der FC Hermannia Frankfurt, gewann in den 1950er-Jahren zwei Deutsche Mannschaftsmeisterschaften, die genaue Mannschaftsaufstellung ist jedoch nicht bekannt.